# Mormyrops anguilloides
Mormyrops anguilloides är en fiskart som först beskrevs av Carl von Linné 1758.  Mormyrops anguilloides ingår i släktet Mormyrops och familjen Mormyridae. IUCN kategoriserar arten globalt som livskraftig. Inga underarter finns listade i Catalogue of Life.